# Indywidualne Mistrzostwa Polski na Żużlu 1955
Indywidualne Mistrzostwa Polski na Żużlu 1955 – zawody żużlowe, mające na celu wyłonienie medalistów indywidualnych mistrzostw Polski w sezonie 1955. Rozegrano cztery turnieje finałowe, w których łącznej klasyfikacji zwyciężył Włodzimierz Szwendrowski.

## Finał nr 1
- Rybnik, 26 czerwca 1955
- Sędzia:

| Msc. | Zawodnik             | Klub        | Pkt |             |  |
| ---- | -------------------- | ----------- | --- | ----------- |  |
| 1    | Andrzej Krzesiński   | Leszno      | 15  | (3,3,3,3,3) |  |
| 2    | Zbigniew Raniszewski | Bydgoszcz   | 13  |             |  |
| 3    | Florian Kapała       | Rawicz      | 13  |             |  |
| 4    | Mieczysław Połukard  | Bydgoszcz   | 12  |             |  |
| 5    | Janusz Suchecki      | Warszawa    | 10  |             |  |
| 6    | Edward Kupczyński    | Wrocław     | 9   |             |  |
| 7    | Stanisław Kowalski   | Leszno      | 9   |             |  |
| 8    | Tadeusz Fijałkowski  | Warszawa    | 8   |             |  |
| 9    | Tadeusz Teodorowicz  | Wrocław     | 7   |             |  |
| 10   | Marian Spychała      | Rawicz      | 7   |             |  |
| 11   | Kazimierz Bentke     | Warszawa    | 5   |             |  |
| 12   | Eugeniusz Nazimek    | Rzeszów     | 4   |             |  |
| 13   | Paweł Dziura         | Rybnik      | 4   |             |  |
| 14   | Waldemar Miechowski  | Częstochowa | 3   |             |  |
| 15   | Bernard Kacperak     | Częstochowa | 1   |             |  |
| 16   | Marian Kaiser        | Warszawa    | 0   |             |  |

## Finał nr 2
- Leszno, 21 sierpnia 1955
- Sędzia:

| Msc. | Zawodnik                 | Klub        | Pkt |                  |  |
| ---- | ------------------------ | ----------- | --- | ---------------- |  |
| 1    | Edward Kupczyński        | Wrocław     | 15  | (3,3,3,3,3)      |  |
| 2    | Włodzimierz Szwendrowski | Łódź        | 13  | (3,3,32,2)       |  |
| 3    | Florian Kapała           | Rawicz      | 11  | (0,3,2,3,3)      |  |
| 4    | Andrzej Krzesiński       | Leszno      | 11  | (3,3,2,1,2)      |  |
| 5    | Marian Spychała          | Rawicz      | 9   | (3,2,1,3,0)      |  |
| 6    | Mieczysław Połukard      | Bydgoszcz   | 8   | (2,0,3,0,3)      |  |
| 7    | Eugeniusz Nazimek        | Rzeszów     | 7   | (1,2,1,ns,3)     |  |
| 8    | Tadeusz Teodorowicz      | Wrocław     | 7   | (1,0,2,3,1)      |  |
| 9    | Janusz Suchecki          | Warszawa    | 7   | (d,2,2,1,2)      |  |
| 10   | Kazimierz Bentke         | Warszawa    | 6   | (0,1,1,3,1)      |  |
| 11   | Marian Kaiser            | Warszawa    | 6   | (2,1,0,2,1)      |  |
| 12   | Zbigniew Raniszewski     | Bydgoszcz   | 6   | (1,2,0,2,1)      |  |
| 13   | Konstanty Pociejkowicz   | Wrocław     | 5   | (1,1,0,1,2)      |  |
| 14   | Norbert Świtała          | Bydgoszcz   | 3   | (2,0,1,d,0)      |  |
| 15   | Stanisław Kowalski       | Leszno      | 3   | (2,1,0,d,ns)     |  |
| 16   | Waldemar Miechowski      | Częstochowa | ns  | (ns,ns,ns,ns,ns) |  |

## Finał nr 3
- Bydgoszcz, 30 października 1955
- Sędzia:

| Msc. | Zawodnik                 | Klub      | Pkt |                    |  |
| ---- | ------------------------ | --------- | --- | ------------------ |  |
| 1    | Włodzimierz Szwendrowski | Łódź      | 14  | (3,2,3,3,3)        |  |
| 2    | Zbigniew Raniszewski     | Bydgoszcz | 13  | (3,3,2,2,3)        |  |
| 3    | Andrzej Krzesiński       | Leszno    | 12  | (3,3,u,3,3)        |  |
| 4    | Florian Kapała           | Rawicz    | 12  | (2,1,3,3,3)        |  |
| 5    | Edward Kupczyński        | Wrocław   | 11  | (0,3,3,3,2)        |  |
| 6    | Tadeusz Teodorowicz      | Wrocław   | 8   | (1,3,1,1,2)        |  |
| 7    | Eugeniusz Nazimek        | Rzeszów   | 8   | (2,2,2,2,d)        |  |
| 8    | Mieczysław Połukard      | Bydgoszcz | 7   | (2,d,3,u,2)        |  |
| 9    | Tadeusz Fijałkowski      | Warszawa  | 5   | (u/ns,0,2,2,1)     |  |
| 10   | Alojzy Frach             | Wrocław   | 5   | (1,2,2,u,ns)       |  |
| 11   | Marian Spychała          | Rawicz    | 5   | (0,1,1,1,2)        |  |
| 12   | Czesław Szypliński       | Leszno    | 5   | (1,1,1,1,1)        |  |
| 13   | Józef Wieczorek          | Rybnik    | 3   | (0,0,2,1,0)        |  |
| 14   | Kazimierz Bentke         | Warszawa  | 3   | (u/ns,2,1,0,d)     |  |
| 15   | Janusz Suchecki          | Warszawa  | 0   | (u/ns,ns,ns,ns,ns) |  |
| 16   | Marian Kaiser            | Warszawa  | 0   | (u/ns,ns,ns,ns,ns) |  |

## Finał nr 4
- Wrocław, 6 listopada 1955
- Sędzia:

| Msc. | Zawodnik                 | Klub        | Pkt |              |  |
| ---- | ------------------------ | ----------- | --- | ------------ |  |
| 1    | Włodzimierz Szwendrowski | Łódź        | 15  | (3,3,3,3,3)  |  |
| 2    | Zbigniew Raniszewski     | Bydgoszcz   | 12  | (2,3,1,3,3)  |  |
| 3    | Florian Kapała           | Rawicz      | 12  | (2,2,3,2,3)  |  |
| 4    | Edward Kupczyński        | Wrocław     | 11  | (d,3,2,3,3)  |  |
| 5    | Eugeniusz Nazimek        | Rzeszów     | 10  | (3,1,3,1,2)  |  |
| 6    | Tadeusz Teodorowicz      | Wrocław     | 9   | (3,1,2,2,1)  |  |
| 7    | Marian Spychała          | Rawicz      | 8   | (0,2,1,3,2)  |  |
| 8    | Andrzej Krzesiński       | Leszno      | 8   | (3,3,2,u)    |  |
| 9    | Czesław Szypliński       | Leszno      | 7   | (1,u,2,2,2)  |  |
| 10   | Mieczysław Połukard      | Bydgoszcz   | 6   | (2,2,0,u,2)  |  |
| 11   | Kazimierz Bentke         | Warszawa    | 5   | (1,0,3,0,1)  |  |
| 12   | Jan Krakowiak            | Łódź        | 4   | (2,0,0,2,u)  |  |
| 13   | Zdzisław Jałowiecki      | Częstochowa | 4   | (0,2,1,1,0)  |  |
| 14   | Mieczysław Staszczak     | Warszawa    | 3   | (1,0,0,1,1)  |  |
| 15   | Paweł Dziura             | Rybnik      | 3   | (u,1,1,1,0)  |  |
| 16   | Józef Wieczorek          | Rybnik      | 3   | (1,1,ns,d,1) |  |

## Klasyfikacja końcowa
| Msc. | Zawodnik                 | Klub        | Pkt |               |  |
| ---- | ------------------------ | ----------- | --- | ------------- |  |
| M1   | Włodzimierz Szwendrowski | Łódź        | 42  | (13,14,15)    |  |
| M2   | Andrzej Krzesiński       | Leszno      | 38  | (15,11,12,8)  |  |
| M3   | Zbigniew Raniszewski     | Bydgoszcz   | 38  | (13,6,13,12)  |  |
| 4    | Edward Kupczyński        | Wrocław     | 37  | (9,15,11,11)  |  |
| 5    | Florian Kapała           | Rawicz      | 37  | (13,11,12,12) |  |
| 6    | Mieczysław Połukard      | Bydgoszcz   | 27  | (12,8,7,6)    |  |
| 7    | Eugeniusz Nazimek        | Rzeszów     | 25  | (4,7,8,10)    |  |
| 8    | Tadeusz Teodorowicz      | Wrocław     | 24  | (7,7,8,9)     |  |
| 9    | Marian Spychała          | Rawicz      | 24  | (7,9,5,8)     |  |
| 10   | Janusz Suchecki          | Warszawa    | 17  | (10,7,0)      |  |
| 11   | Kazimierz Bentke         | Warszawa    | 16  | (5,6,3,5)     |  |
| 12   | Tadeusz Fijałkowski      | Warszawa    | 13  | (8,5)         |  |
| 13   | Stanisław Kowalski       | Leszno      | 12  | (9,3)         |  |
| 14   | Czesław Szypliński       | Leszno      | 12  | (5,7)         |  |
| 15   | Marian Kaiser            | Warszawa    | 6   | (0,6,0)       |  |
| 16   | Józef Wieczorek          | Rybnik      | 6   | (3,3)         |  |
|      | Paweł Dziura             | Rybnik      | 5   | (4,1)         |  |
|      | Alojzy Frach             | Wrocław     | 5   | (5)           |  |
|      | Konstanty Pociejkowicz   | 5           |     | (5)           |  |
|      | Zdzisław Jałowiecki      |             | 4   | (4)           |  |
|      | Jan Krakowiak            | Łódź        | 4   | (4)           |  |
|      | Norbert Świtała          | Bydgoszcz   | 3   | (3)           |  |
|      | Waldemar Miechowski      | Częstochowa | 3   | (3)           |  |
|      | Mieczysław Staszczak     | Warszawa    | 3   | (3)           |  |
|      | Bernard Kacperak         | Częstochowa | 1   | (1)           |  |
|      | Eugeniusz Zendrowski     | Warszawa    | 0   | (0)           |  |